# Йоахим Хансен
Йоахим Хансен (28 юни 1930 г-, Франкфурт – 13 септември 2007 г., Берлин) е немски актьор. Познат най-вече с ролите си през 60-те и 70-те, където често играе роли на нацистки офицери и немски личности от Втората световна война.
От близо шестдесет и пет филмови заглавия, сред най-известните роли на Хансен са: „Звездата на Африка“ в ролята на Ханс Йоахим Марсей, Юрген Струп в „Орелът се приземи“ и Генералобест Алфред Йодл във „Ветровете на войната“ и минисериала Война и възпоминание.